# Jan Kovář (komunista)
Jan Kovář (květen 1927? Těchoraz – ?) byl československý cenzor, politruk a politický pracovník, autor ideového námětu seriálu 30 případů majora Zemana.

## Život

### Mládí
Absolvoval pouze základní vzdělání, původně se učil zámečníkem, učňovské vzdělání nedokončil. Jako zámečník pracoval v podniku Agrostroj Pelhřimov. V 18 letech vstoupil do KSČ. Uváděl, že byl vězněm nacismu, vždy však bez podrobností. V únoru 1948 spoluzakládal v Pelhřimově Lidové milice a poté nastoupil ke Sboru národní bezpečnosti. Ještě do roku 1949 pracoval jako zámečník, poté začala jeho stranická a politická kariéra.

### Stranická kariéra
Od roku 1955 pracoval v tiskovém dohledu, který měl na starosti cenzuru pro televizi, rozhlas, noviny a film a nosiče přicházející ze zahraničí. Dostal se až na pozici zástupce vedoucího Hlavní správy tiskového dohledu a v dubnu 1967 se stal náměstkem ředitele Ústřední publikační správy. V roce 1967 se nechal uvolnit ze služeb SNB a nastoupil na místo náměstka předsedy Ústřední publikační.  
Na podzim 1964 začal dálkově studovat Vysokou školu politickou ÚV KSČ a promoval 28. června 1968. Již 2. července byl ale propuštěn a do prosince 1968 nemohl sehnat zaměstnání, avšak za příživnictví, v té době trestný čin, nebyl stíhán.
Dle vlastního podání po okupaci šířil česky tištěné sovětské dezinformační noviny Zprávy a distribuoval také Bílou knihu, Sověty vydanou publikaci ospravedlňující vojenský vpád do Československa.

### Činnost za normalizace
Opětovně byl přijat k 16. prosinci 1968 do služeb SNB a podílel se na dehonestaci osobností roku 1968 v médiích, někdy pod pseudonymem Karel Janík.
Od ledna 1969 stál v čele tiskového sekretariátu Federálního ministerstva vnitra, mj. Ústřední redakce armády, bezpečnosti a brannosti v Československé televizi, v časopise Tribuna aj. Od května 1969 byl ve funkci tiskového tajemníka FMV a náčelníka tiskového odboru. 
V období normalizace spolupracoval i na agitačních publikacích a dalších televizních a filmových dílech, převážně ideově–propagačního charakteru.
V roce 1973 předložil ideový námět seriálu 30 případů majora Zemana.
V této práci spolupracoval (s redakcí bezpečnosti a brannosti) s Jiřím Procházkou a Leošem Jirsákem, byl velmi aktivní, podílel se i na promítání seriálu v dalších státech východního bloku, mj. i na Kubě. Stejně tak dohlížel na publikace s bezpečnostní tematikou a také měl na starosti vydávání časopisu Signál. Stal se čestným občanem města Pelhřimova. Podílel se na zveřejňování odposlechů, mj. Václava Černého či Jana Procházky. V období normalizace dále spolupracoval i na agitačních publikacích a dalších televizních a filmových dílech, převážně ideově propagačního charakteru.
V SNB dosáhl za normalizace hodnosti plukovníka. Za svou činnost obdržel řadu stranických vyznamenání. Kolem roku 1980 začala jeho ideová kariéra klesat na úrovni a v květnu 1983 požádal o uvolnění ze služebního poměru.